# خانية الخزر
خانيَّة الخزر أو باختصار الخزر، ( باللغة اليونانية Χάζαροι، وباللغة العبرية כוזרים، وباللغة التترية Xäzärlär، وباللغة الروسية Хазары، وباللغة الفارسية خزر، وباللغة اللاتينية  Gazari/ Cosri/ Gasani ) كانت دولة حكمت الأراضي الواسعة من القرن السابع إلى القرن الحادي عشر جوار بحر قزوين من بحيرة وان ومن البحر الأسود إلى كييف، ومن بحر آرال إلى المجر. وهي دولة تركية في أوروبا الشرقية. وكلمة الخزر اشتُقت من (قاز) التي أتت من كلمة جز (كلمة تركية عثمانية، وأصل الفعل جزمك يعني تجول). ثم أصبحت (قازار بمعنى جزار) وتعني الذي يتجول حرًا ولا يرتبط بأي مكان. ووفقًا لكتاب حدود العالم مجهول المؤلف فإن حكام الخزر من سلالة ansa. ويوجد ادعاء بأنهم من سلالة أشينا مؤسس خانية غوك تورك الغربية، ويأتون من آسيا الوسطى. ويوجد أيضًا احتمال بارتباط الخزريين بأقوام دولة الهون الكبرى لفترة. ومن بعد عام 586 تذكرهم مصادر الإمبراطورية البيزنطية بالأتراك.
ومع اعتقاد غالب الأتراك قبل الإسلام بالتنكرية (عبادة وثنية) مثل الشامانية والإحيائية والطوطمية، إلا أن حاكم الخزر وعلية قومه اعتنقوا اليهودية في عام 740، مع أن معظم الشعب بقي على الوثنية أو اعتنق الإسلام. ويعتقد العديد من الأكاديمين أن الخزر الترك اليهود هم أجداد اليهود الروس وكذلك الذين في أوروبا الشرقية. وقد انتشر التسامح الديني عند الخزر، فقد انتشرت فيهم الوثنية أيضًا بحرية مطلقة.
استمر توسع الخزر حتى بداية القرن العاشر ، حتى إن بحر قزوين كان يعرف بحر الخزر من اسمهم. وقد بدأ الضعف يتسرب إليهم وقت الحروب التي كانت بين المسلمين في خلافة عثمان بن عفان والساسانيون، وقد كان لخانات البيتشنغ القادمين من الشرق أثر في ذلك، وكان هدمها النهائي من قبل خقانات روس.

## أصل الخزر
قامت العديد من الأبحاث للوصول إلى العرق الأصلي، ولم يتم التوصل إلى نتيجة مؤكدة في هذا الموضوع، ويرى بعض مؤرخي الاتحاد السوفيتي أنهم من السكان الأصليين لشمال القوقاز. ويرى الباحثين دوغلاس دنلوب وبيتر جولدن أنهم يأتون من نسل شعوب التيلا أو الأويغور. ويعتقد المؤرخ والباحث الفرنسي رنيه جرواوست أنهم شعب من شعوب الأتراك الذين هاجروا إلى الجنوب بعد سيطرة الغوك تورك على خاقانات الروران. بينما يرى أبو الحسن المسعودي أنهم تابعين لأتراك الصبر أو السوفار. وعرفوا باسم الخزر من قبل البيزنطيين مع الإيرانيين، ولكنهم مع ذلك قالوا إنهم أتراك. وإذا كان دوغلاس دنلوب قد أظهر أن الخزر يسمون ب (突厥可薩部) في المصادر الصينية فإن هذا يعارض بيتر جولدن الذي قال بإنه ليس من الممكن وجود رابط بين الخزر والأويغور، والرابط الحقيقي بينهم هو لغات الإيغور. ويعتقد بعض العلماء أن كلمة الخزر جاءت من كلمة جزجين بمعنى (جزجين بمعنى رحال أو متجول في اللغة التركية العثمانية وهي مشتقة من قاز وأضيفت اللاحقة التي تدل على الرجل في اللغة التركية وهي حرفي الألف والراء). وفي السجلات الروسية القديمة ذكروا باسم الإيجور البيض، أما في المصادر المجرية[ ؟ ] فذكروا باسم الإيجور السود. وفي سجلات المؤرخ اليوناني تيوفان المعرف ذكر بأن الخزر هم الأتراك القادمين من الشرق. وقد وقعت لغة الخزر تحت تأثير اللغة التركية القديمة ولغة الأويغور، وقد أجمع عدد من الباحثين أن لهجة الخزر ارتبطت بلغات الأيغور مثلها مثل اللغات التركية كلغة الهون ولغة البولجار. ويرى الرحالة[ ؟ ] وعالم الجغرافيا المعاصر ابن حوقل ومعه كذلك الإصطخري أن اسم الخزر لم يكن اسم قوم ولا شعب بل هو اسم أُعطي للدولة التي كانت عاصمتها اتيل. وقد أعلن الدكتور سيمون كراز من جامعة حيفا مستندًا على نتائج ديميتري فصيل ياف عن وجود كتابات كثيرة عن الخزر وغيرها من الأقوام الأخرى مثل الروس والجورجيون والأرمن في الكتابات التي اُكتشفت في سبتمبر 2008 في قرية صاموس دلكا إحدى قرى الخزر الباقية. ومع كل هذا فلم يوجد بأي شكل من الأشكال أي كتابات كتبها الخزر عن أنفسهم.
ينقسم الخزر وفقًا للإصطخري إلى قسمين، الخزر البيض والخزر السود. أما الخزر البيض فهم ضاربون في الوسامة وأصحاب عيون زرقاء وشعر أحمر، بخلاف الخزر السود أصحاب الجلد الأسود، ويعتقد بأنهم نوع من الهنود. ومع هذا يعتقد العلماء أن هذا ليس تميزًا عنصريًا، بل أجمعوا في هذا الموضوع على أنها تصنيفات إجتماعية. ووفقًا لهذا فإن الخزر السود هم الطبقة السفلى، أما الخزر البيض فهم من المنتسبين للملكية والطبقة النبيلة. ومع محاولات الإصطخري تعريف الخزر البيض والسود، فقد كانت النتيجة أنهما طبقتان اجتماعيتان فقط، فقد رُصد في المصادر الأخرى التي تعود إلى تلك الفترة نفس التعريفات الدائرة حول مظهر الخزر. ووفقًا لهذا، يقول ابن عبد ربه عن الخزر أنهم أصحاب بشرة فاتحة، وشعر أسود، وعيون زرقاء. ويقول ابن سعيد المغربي عن الخزر متفقًا مع ابن عبد ربه أنهم أصحاب بشرة بيضاء وعيونٍ زرق وشعرٍ أحمر وجسدٍ كبير.

## تاريخ الإمبراطورية السياسي

### فترة التأسيس

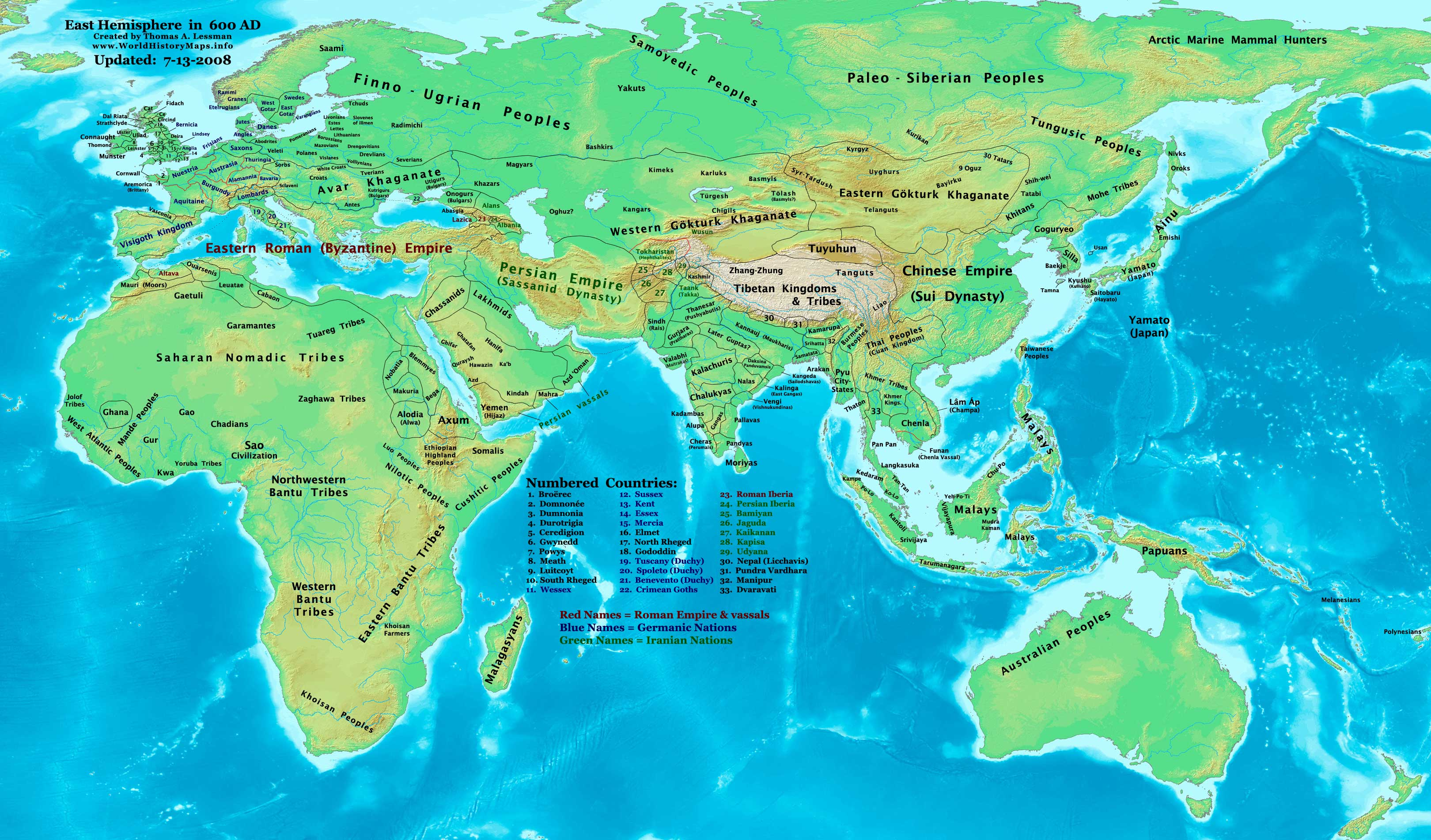
اللون البنفسجي يُشير إلى دولة الجوك تورك الغربية، أما الأزرق فيشير إلى دولة الجوك تورك الشرقي في عام 600، أما الألوان الفاتحه فهي مناطق حكم مفتوحة، أما الألوان الداكنة فيهى المناطق التي كانت تحت تأثير حكم بعض الدول

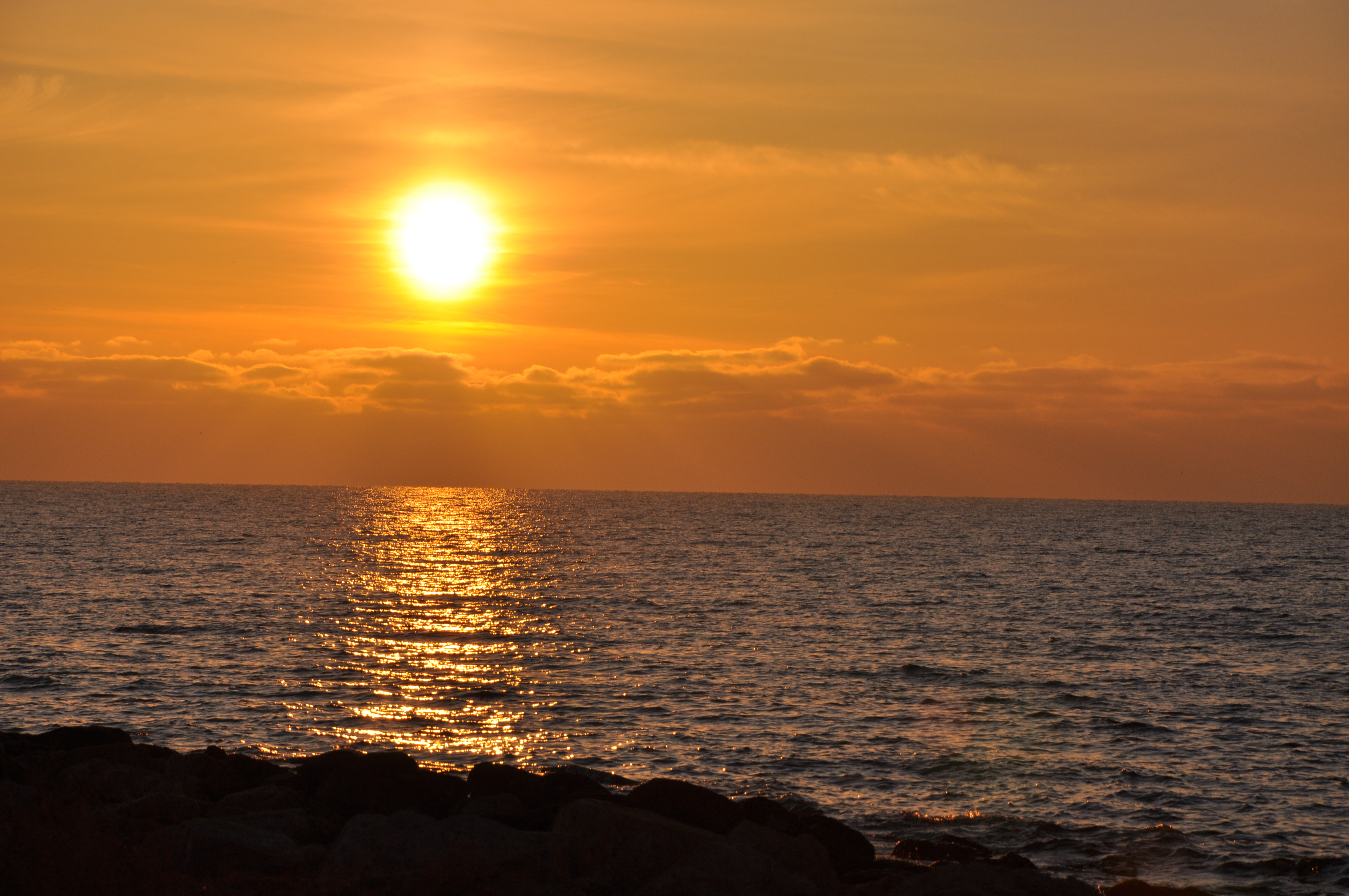
بحر الخزر

الخزر هم بقية الأتراك الصبرين والجوك ترك الغربين، وكانوا جناح الجوك ترك الغربيين في فترة اتحادهم مع الجوك ترك. وبعد سقوط دولة الجوك ترك أصبحوا مستقلين واستقروا في الأرض التي بين الكوبان وبحر آزوف، وذابوا داخل الأقوام التركية الأخرى في تلك المنطقة. وقد هيمنوا على المنطقة بين بحر الخزر مع البحر الأسود في الفترة ما بين القرن السابع والقرن العاشر. ويرى المؤرخ أبو الحسن المسعودي أن الإيرانين قد أطلقوا اسم الصبريين على الأقوام المسماة بالخزر. بالإضافة إلى أنه قد تطورت حركة هجرة أقوام عديدة في تلك المنطقة من الشرق باتجاه الغرب من الطريق الموجود هناك مثل الشعوب الفنلندية الأوغرية، وآفار أوراسيا والهون وقد استمرت حياة الكتل المتبقية في تلك المنطقة. ولا يعرف على وجه التحديد تاريخ قدوم الخزر من آسيا الوسطى إلى تلك المنطقة. ووفقًا للمعلومات الموجودة حول الخزر في مصادر الجورجيين فإن الخزر قد انتقلوا إلى تلك المنطقة في عصور ما قبل الميلاد. ووفقًا لإفادة بعض المصادر، فإن تاريخ ظهور الخزر على الساحة التاريخية كانت في نهايات القرن الثاني. وفي عام 198 قام الخزر بمهاجمة أرمينيا مع البرسيلين. وقد حاربوا مع الساسانيين من بداية القرن الثالث إلى أواسط القرن الرابع ضد البيزنطيين. ومن النصف الثاني من القرن الرابع اتبع الخزر سياسة الاستيلاء على أراضي الساسانيين وجيرانهم، وفي هذه المرة تفاهم الخزر مع البيزنطيين، وبدؤوا في محاربة أعدائهم معًا. وفي عام 363 اشترك الخزر مع البيزنطيين بقيادة يوليان المرتد وقاموا بمساعدتهم أيضًا ضد الساسانيين في أرمينيا. وعلى إثر هذا، فقد تفاهم الساسانيون مع القبائل التي في القوقاز وقاموا بمهاجمة الخزر.
وفي القرن الخامس في عام 434 أجبر الخزر على البقاء تابعين فترة من الزمن لإمبراطور الهون حينها أتيلا الهوني. وفي عام 448 كان إمبراطور البيزنطيين ثيودوسيوس الثاني يرسل الهدايا إلى أمراء الخزر رشوة لجذبهم إلى صفه، ولحمايته من دولة الهون، وعندما علم أتيلا بهذا قام بقتل أمراء الخزر الذين قاموا بذلك وبهذا أحكم سيطرته على حكم الخزر. إلا أنه بعد وفاة أتيلا تفتت دولة الهون، ونتج عنه انفصال الخزر عنهم، والاستقلال بحكمهم، وبدؤوا بمهاجمة أراضي الساسانيين من جديد. ومع هذا الوضعِ اضُطر إمبراطور الساسانيين إلى طلب العون من البيزنطين لمواجهة هذا الوضع. وبعد هذا واعتبارًا من عام 558 تتابعت الحروب باستمرار بين الساسانيون والخزر، وقد أنشأ الساسانيون سلسلة من الحصون على طول عاصمتهم دربنت في القوقاز. وقد وقع الأفار الذين ظهروا في القرن الخامس تحت حكم الخزر لفترة من الزمان. وكذلك قام كسرى الأول بإنشاء حصن دربنت (باب الأبواب) في مواجهة الخزر، وعندما أدرك كسرى أنه لم يستطيع هزم الخزر لشدة قوتهم، قام بمحاولة كسب صداقتهم لإزالة أخطارهم المستقبلية تجاهه. وفي حوالي عام 626-627 توصل الخزر إلى اتفاق مع هيركليس إمبراطور البيزنطيين حينها. وقد سيطر الخزر بقيادة تشوربان طرحان على شمال أذربيجان حتى نهر عراس، ودخلت بعض الكتل الأرمينية تحت سيادتهم. وفي عام 628 لم يستطع الخزر السيطرة على تيفليس بسبب فصل الشتاء. إلا أنهم عادوا الكَرَّة من جديد في عام 629، ونجحوا في السيطرة عليها بفضل العمليات التي قام بها الخزر بقيادة طرحان. وهكذا خرجت الإمبراطورية الساسانية من زمرة الإمبراطوريات الكبيرة. وكذلك اتفق البيزنطيون مع الخزر في مواجهة الإيرانيين. وفي ثنايا تلك الأحداث لم يكن الخزريون مستقلين بدولتهم، بل كانوا تابعين لدولة الجوك ترك، وبعد انقسامها إلى دول الشرق والغرب، ثم انهدامها، أصبحوا دولة حرة، وبسرعة شديدة طور الخزر من نفوذهم العسكري والسياسي حتى أصبحت دولة حرة لها كيانها واستقلالها. وهذا رأي أرتامنوف، أما كفس أغلوا فيعتقد أن الخزريين قد حصلوا على حريتهم كدولة مستقلة في عام 627.

### الحروب الخزرية العربية

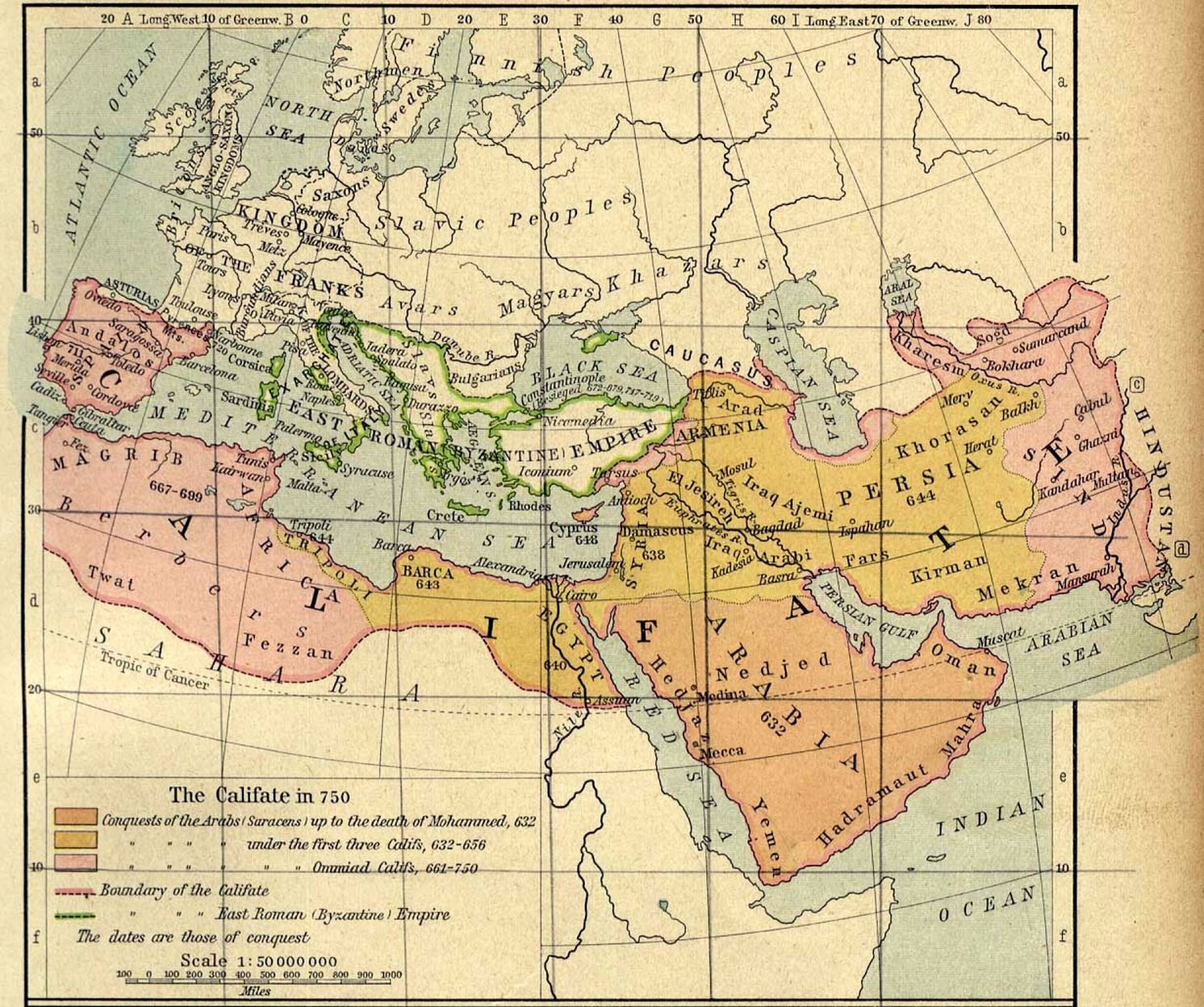
توسع الخلافة في عام 750

بدأت تلك الحروب باتحاد البيزنطيين مع الخزر ضد إمبراطورية الساسانيين الضعيفة، حيث بدأ المسلمون العرب بهدم دولة الساسانيين والسيطرة على أراضيها، وكذلك سيطروا على أراضي إيرانية، وعلى طريق أرمينيا باتجاه القوقاز، ومن جانب أخر تقدموا باتجاه الأناضول من ناحية سورية. وكانت المواجهات بين العرب والخزر شديدة ومستمرة. وأول هجوم كبير كان في عام 651-652 في عهد الخليفة عمر بن الخطاب. وقد قام به عبد الرحمن بن ربيعة لفتح شمال القوقاز وحقق اختراقاً حقيقياً حتى اصطدم بالخزر، وبدأ في الاستيلاء على أراضيهم، وقد ضم دربنت (مدينة) حتى وصل إلى أبواب مدينة بلنجر. إلا أن الخزر قاموا باستعادتها بعد ذلك. وقتلوا ما يقرب من 40 ألف جندي مسلم. وبعد استيلاء المسلمين على بلنجر قام الخزر بنقل عاصمتهم إلى اتيل. وبعدها تقدموا نحو الجنوب ودخلوا أرمينيا.
لم تستطع إمبراطورية بلغاريا الكبرى في شمال البحر الأسود مواجهة الخزر وإعاقة توسعهم وتقدمهم، ونتيجة لذلك تقسمت الإمبراطورية إلى أجزاء، ووصل الخزر حتى سهول نهر دنيبر، وأغلقوا الطريق في وجه المسلمين المتقدمين نحو الجنوب إلى القوقاز والخانات. وقبل أن ينتهي القرن السابع استولى الخزر على القرم[ ؟ ]، وبذلك فقد حققوا السيطرة الكاملة على منطقة بحر آزوف. وبذلك سيطر الخزر على المناطق من بحر قزوين حتى سهول نهر دنيبر في القوقاز، وفي الجنوب حتى نهر أوكا، بالإضافة إلى القرم. وبعد الحروب التي وقعت بين المسلمين والخزر في عام 651-652 وبعد استشهاد الخليفة عثمان بن عفان وبعد اختيار سيدنا على بن أبي طالب، قلت المواجهات بين الخزر والمسلمين التي كانت غارات من ناحية القوقاز. وواصل الخزر التقدم حتى وصلوا إلى آران.
وقد استمرت المواجهات الحدودية بين المسلمين والخزر قرابة النصف قرن، وبدأت الهجمات الكبرى على القوقاز من جديد في عهد الخليفة الأموي معاوية بن أبي سفيان. وفي عام 717 اضطر مسلمة للذهاب إلى إسطنبول والانفصال عن القوقاز، وانسحبت القوات الإسلامية أمام هجمات الخزر. وبذلك دخل الخزر إلى شِرفان (منطقة في سعرد) واحتلوا جزءًا كبيرًا من أذربيجان. وبعد ذلك استمر تغير الجيوش بين الدولتين في منطقة القوقاز، ولكن لم يستطع المسلمون العبور إلى الطرف الأخر من المنطقة من شمال القوقاز. وفي عام 731 قام الخزر بأعنف وأقوى هجوم لهم داخل أراضي دولة الخلافة وكان ذلك في عهد هشام بن عبد الملك. حيث هاجم جيش خزري ضخم (قُدر ب 300 ألف مقاتل) منطقة أذربيجان تحت قيادة بارجليم ابن خاقان الخزر الذي اقتحم مناطق السيطرة العربية عبر مضيق داريل (الذي يعد حاليا نقطة بين الحدود بين جمهوريات أنغوشيا وأوسيتيا الشمالية وجورجيا) وعبر الران حتى وصل إلى إقليم أذربيجان شمال إيران الحالية، وكان والي المنطقة، الجراح بن عبد الله الحكمي الذي سبق له أن حارب الخزر، لا يملك القوات الكافية لمواجهة ذلك الجيش الخزري، وقد شغل بجيشه مناطق حصينة في جبل سبلان منتظرًا قدوم تعزيزات من الخلافة، ولكن الجراح لسبب ما (ربما بسبب تهديد الخزر لمدينة أردبيل عاصمة ولايته) قرر النزول ومواجهة الخزر بالقوات التي معه (وكانت مؤلفة من 25 ألف مقاتل) والتي كان الخزر يتفوقون عليها تفوقًا ساحقًا وجرت معركة غير متكافئة بين الفريقين قرب أردبيل، واستمر القتال يومين وأبيدت فيها القوات الأموية، وفي مساء اليوم الثاني، ومع حلول الظلام، ترك كثير من المقاتلين في الجيش الأموي أرض المعركة ولاذو بالفرار، ولم يبقى مع الجراح قوات كبيرة. وفي اليوم الثالث قام الخزر بهجوم أخير، وفر الجنود الأمويون أمامه، وحسب الرواية فإن الجراح استطاع أن يوقف الفرار وأقنع المقاتلين بالقتال معه والموت في سبيل الله، واستشهد الجراح نفسه في تلك المعركة وقام القائد الخزري بقطع رأسه ووضعه على رمح. ولم ينجو من المقاتلين العرب المسلمين في تلك المعركة إلا بضع مئات. وبعد تحطيم تلك القوة الأموية، قام الخزر بحصار أردبيل وأحاطوها بالمنجنيقات، وبعد مقاومة قصيرة استسلمت المدينة، وقام الخزر بقتل ما تبقى من المقاتلين فيها، وسبي السكان، ثم انطلقت وحدات من الجيش الخزري للقيام بغارات عميقة فوصلت إلى محيط الموصل، وتجاه تلك الأحداث قام القائد سعيد بن عمرو الحرشي بجمع المسلمين من جديد، وهاجم الخزر حتى أخرجهم من الموصل، أعادهم إلى حدودهم مرة أخرى.

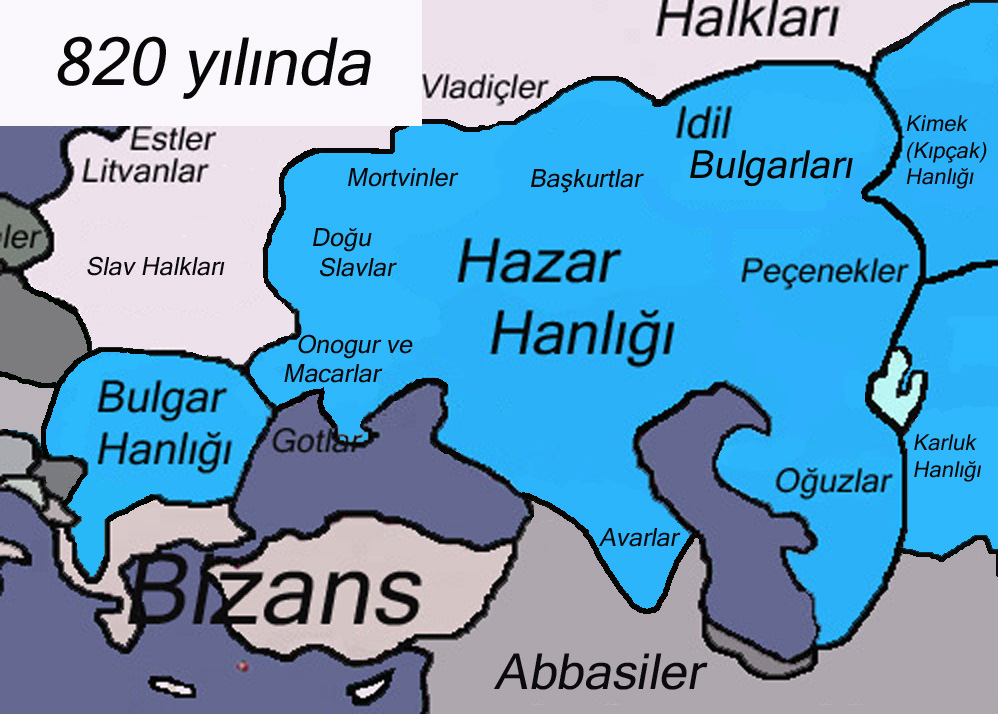
إمبراطورية الخزر في أقوى فتراتها (اللون الأزرق) في عام 820.

وفي عام 732-733 عُين مروان بن محمد (ابن عم الخليفة هشام بن عبد الملك والخليفة المستقبلي الذي سيكون أخر الخلفاء الأمويين وسيقتل على يد العباسيين) على ولاية أرمينيا وأذربيجان. وقد حقق المسلمون في زمانه أهم إنجازتهم. وقد استولى المسلمون على عدد من المدن الخزرية، وقد حُطم الجيش الخزري بالكامل، وطلب الخاقان الخزري السلام مقابل الاحتفاظ بعرشه، كما وعد الخاقان باعتناق الإسلام، وقد قُتل في تلك الحرب من الخزر 100 ألف، وأسر منهم سبعة ألاف. ووفقًا للمعاهدة التي وقعت بين الخزر والمسلمين، بقي فقيهان هناك يعلمون الناس أمور دين الإسلام. ويبدو أن إسلامه كان ظاهريًا، فقد ارتد عنه فيما بعد202-213. وهكذا لم يجد الإسلام أي فرصة حقيقية للانتشار بين الأقوام في تلك المنطقة. وبعد حروب مروان، شهدت الحروب الإسلامية الخزرية هدوءًا في المجمل، وكانت هجمات بسيطة فقط. وقد فقدت الحروب الإسلامية الخزرية قوتها السابقة بعد وصول العباسيين لحكم المسلمين بعد عام 763. وكانت آخر هجمات الخزر على الدولة العباسية في عهد هارون الرشيد، الذي أرسل قائد جنده يزيد إلى الخزر. ونجح يزيد في إخراج الخزر من أرمينيا. ولم تتحدث أي مصادر عربية عن وقوع حروب بين العرب والخزر بعد ذلك. وبذلك تنتهي الحروب التي قام بها المسلمون في جنوب القوقاز.

### الحروب الخزرية البيزنطية
مع تصاعد الصراع الذي دخل فيه الخزر في الجنوب مع العرب في القرنين السابع والثامن، ومع زيادة عدد القتلى بدأ نفوذ الخزر يتزايد عند حدود أوروبا الشرقية مع الإمبراطورية البيزنطية، وسواحل القرم مع آزوف. وفي القرن السابع أصبح القرم[ ؟ ] القوط تابعيين للخزر. وفي عام 787 سيطر الخزر على قلعة دروس والتي تسمى الآن بمنجوب في جنوب القرم. وهكذا أنهى الخزر حكم القوط في القرم. وفي القرن الثامن والتاسع توسع الخزر في ناحية الغرب والشمال. وعندما أصبحت إمبراطورية الخزر من دول شرق أوروبا القوية، قاموا بتحصيل الضرائب من الأقوام الأخرى وفقًا لشروطهم ومتطلباتهم. وعلى سبيل المثال، كان يؤخذ من كل رب بيت من قبائل السلاف التي على امتداد نهر ديسنا فرو لحيوان ذا قيمة كل سنة. اشتدت الحروب بين الخزر والبيزنطيين على طول سواحل البحر الأسود وشمال البحر الأسود ونهر الكوبان بعد سيطرة الخزر على القرم. وفي عام 695 حدث انقلاب عسكري على جستنيان وبسببه هرب إلى جوار القوط الذين في القرم. وقد قام القوط بتسليمه لحاكم القرم في تلك الفترة بوصير، وفي عام 704 قام بوصير بتزويج أخته من جستنيان. ووفقا للمؤرخ تيوفان المعرف فإن تيبيريوس الثالث امبراطور البيزنطيين الجديد قد أراد قتل جستنيان أو القبض عليه وتسليمه حيا مقابل مكافأة كبيرة. فانتهز بوصير تلك الفرصة وأرسل تعليماته إلى ممثل توتاراكان (مدينة) بموت جستنيان إلا أن جستنيان بمساعدة زوجته أخت بوصير رجع إلى القسطنطينية، وبمساعدة ترفان هان حاكم البلجار استرد جستنيان حكمه مرة ثانية. وفي تلك الفترة سيطر على تاوريس خيرسون من أيدي الخزر في عام 710، مما أدى إلى نشوب الصراع بينهم من جديد. وعلى الرغم من سيطرة البيزنطيين على تاوريس خيرسون إلا أن الخزر قاموا بمساعدة المتمردين، وفي عام 711 قام فيليببيكوس بإيقاف الجيش الذي ذهب إلى تاوريس خيرسون وتعليق حكم جستنيان.

الخزر قبل السقوط في 950.

وقد اتحد البيزنطيين والخزر من جديد ضد العرب في عهد ليو الثالث الإيساوري وقد تزوج ابن ليو الثالث قسطنطين بابنة حاكم الخزر في تلك الفترة بِهار. هذا الزواج نتج عنه ليون خزر الرابع الذي حكم الإمبراطورية البيزنطية في عام 775. وقد طورت روابط القرابة بين الامبرطوريتين العلاقات التجارية بينهما. وفي عام 833 أراد الخزر المساعدة من المهندسين البزنطيين أثناء إنشاء حصن صاركل لحمايتهم من الهجمات من قبل المجريين، وقد قبلت القسطنطينية دعوتهم، بعدما أرسلوا رسولا إلى حاكم البيزنطين وقتها ثيوفيلوس. وقد أُرسل إليهم مهندس يسمى بترونوس. وقد توترت العلاقات الخزرية البيزنطية من جديد في عهد رومانوس الأول بسبب موقف البيزنطيين من اليهودية. ولهذا السبب قد التجأ العديد من اليهود البيزنطيين إلى الخزر، وفي عام 932 تم إعادة العلاقات مرة أخرى بين الامبراطوريتين. وبعد فترة أخرى انقطعت العلاقات الخزرية البيزنطية، واتفق البيزنطيين مع قبائل الأوز والأسير والأان والبيتشنغ على مهاجمة الخزر ولكن الخزر استطاعوا رد الهجمات.

### الحروب الخزرية الروسية

أواسط القرن التاسع، الروس باللون الأحمر، والسلافيين باللون الرمادي، والقوطيين باللون البنفسجي، والمناطق التي تحت سيادة الدولة الخزرية باللون الأزرق

بدأت الحروب الروسية الخزرية في حوالي عام 859. وتبدأ الحروب في هذا بذكر أن الخزر كانوا يأخذون من القبائل الروسية من البوليان والسفريان والراديميتش والفيتش على كل رب منزل ضرائب، وتلك الضرائب عبارة عن نقود من الفضة، وفرو سنجاب. ولتعديل هذا الوضع قام أوليغ النبوي الذي حل محل روريك بالذهاب إلى الفريانيين في عام 884، وأخبرهم بعدم دفع الضرائب للخزر. وفي نفس العام قام الروس بالاتحاد مع قبائل السلافيين الأخرى، وكونوا اتحادا في مواجهة الخزر، هذا الاتحاد أضعف الخزر بشكل تام. وفي عام 892 نزل الروسيون إلى بحر الخزر ب55 سفينة، وقاموا بمهاجمة سواحل سيل و ديلم وكذلك أراضي طبرستان وأبيسكون. وقاموا بتدمير تلك المناطق، وفروا عائدين بما جمعوه من غنائم. وقاموا بإعطاء جزء مما غنموه كضريبة لملك الخزر. إلا أن ملك الخزر علم بما فعلوه، وطلب المسلمون الإذن منه لمهاجمة الروس. وقام المسلمون بهاجمة الروس فور حصولهم على الإذن من ملك الخزر.
واعتبارا من النصف الثاني من القرن التاسع، بدأ الخزر يتأثرون بالروس، وخصوصا في المجال التجاري. هذا التأثر استغله إيغور بن روريك وسيطر على مدينة كييف واستقر فيها. وبعد صراعات طويلة بين الخزر والروس سيطر الروس على طريق التجارة الكبير الذي يمر بالبحر الأسود من خلال نهر دنيبر، وسيطروا على بعض قبائل السلافيين بعدما كانت تحت سيطرة الخزر. وقام الروس بإنهاء حكم الخزر نهائيا في تلك المنطقة بعدما جمعوا قبائل السلافيين في دائرة واحدة تحت حكمهم بعدما كانوا مشتتين. وفي عام 913 نظم الروس أول حملة عسكرية لمهاجمة إمبراطورية الخزر. وتقول بعض المصادر أن تلك الحروب كانت بإذن من ملك الخزر على أن يحصل جزء من الغنائم، وفي عام 925 عندما علم ملك الخزر بقيام الروس بحروب بدون إذنه، أرسل جنوده، وأعاد سيطرته على المناطق التي استولى الروس عليها، وقطع طريق حروبهم. وفي عام 935 قام ملك الروس بمهاجمة تومتاراكان التي في القرم بمساعدة من البيزنطيين، كمااستولى الروس على أجزاء أخرى من القرم. وفي عام 939 قام هارون الثاني حاكم الخزر في تلك الفترة بالإنتقام من الروس وتخريب تومتاراكان. وفي عام 941 قام إيغور بن روريك بتدمير الإسطول البيزنطي أثناء هجومه على الخزريين. وفي عام 944 قام الروس بالتقدم حتى وصلوا إلى مدينة بردع مركز المسلمين في أذربيجان، وقاموا بنهب كل الأماكن التي مروا بها. وكذلك لم يتخذ الخزريين أي اجرائات أو تدايبر في مواجهتهم. وفي عام 965 قام سفياتوسلاف الأول بمهاجمة الخزر وسيطر على صاركل. ولكن بعض المؤرخين يعتقدون أن الخزر سيطروا على اتيل فقط في هذه الحرب، واستولوا على تومتاركان فقط. إلا أن طوجان لا ينضم لهذا الرأي ويعتقد أن الروس عندما سيطروا على اتيل قاموا بهدم صاركل، واستمر وجود الخزر كدولة صغيرة بعد تلك الحرب بينما اقتصر وجودها بين القرم وآزوف. وقام سفياتوسلاف الأول بالتقدم ناحية الجنوب، وهاجم الخزر البيتشنغ والأوز، ثم استولى على مضيق كيرتش وسواحل نهر الكوبان في شمال القوقاز.

### حروب الخزر مع القبائل التركية الأخرى

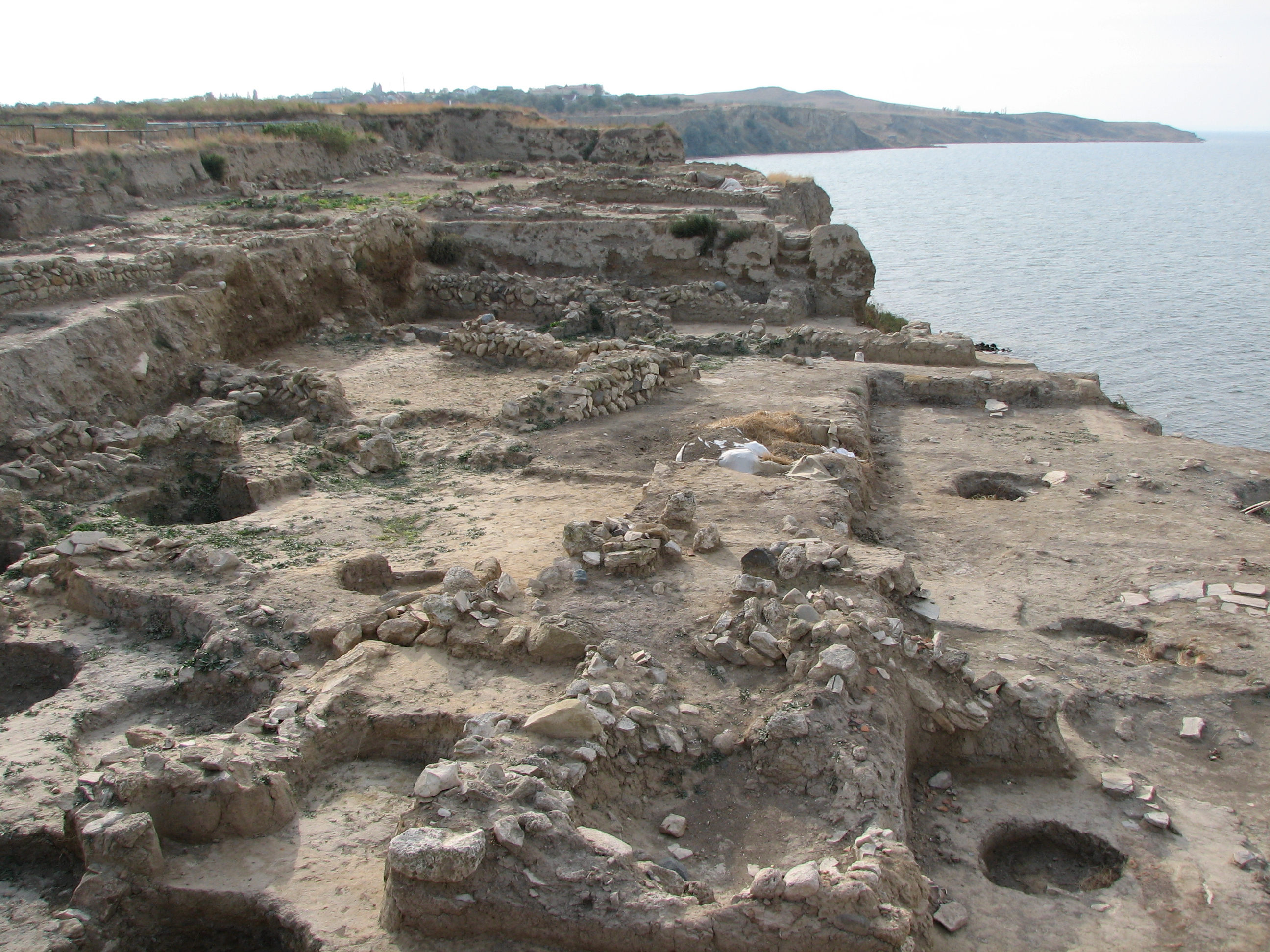
تومتاراكان

وقعت عدة غارات من قبل الأقوام التركية التي تعيش في أراضي الخزر أو في جوارهم في أواخر القرن التاسع، ضد إمبراطورية الخزر التي كانت في طور التطور آنذاك. وقد استطاع الخزر صد الهجمات القادمة من ناحية الشرق من الأوز والقفجاق إلا أنهم لم يستطيعوا هزيمتهم. وفي عام 854 انفصل الكبريين عن حكم الخزر، ثم انفصل من بعدهم المجريون والبلغار. وقد أثرت الهجمات التي كانت تحدث من البيتشنغ ضد إمبراطورية الخزر من الشرق على الإمبراطورية، وتسببت في ضعفها. وقد استطاع البيتشنغ 860-880 التخلص من ضغوط الأوز عليهم، وعبروا من أراضي الخزر من الغرب نحو الشرق، حتى عبروا نهر الفولغا وذهبوا إلى قبائل الدون وكوبان.
وقد ظهرت سلالة أرباد نتيجة نظام إدارة الخزر مع القبائل المجرية التي استقرت عند نهر الفولغا. وفي أواخر القرن التاسع قام البيتشنغ والبلغاريين بمهاجمة المجريين، وهدموا الدولة التي كانت تحت حماية إمبراطورية الخزر. وقد استقر المجريين بعد تلك الأحداث في المنطقة التي تسمى في هذه الأيام المجر. وفي بدايات القرن التاسع بدأ البتشينغ بمهاجمة الخزر من جديد، ولكن الخزر استطاعوا رد هجمات البيتشنغ في النهاية بمساعدة الأغوز. وقد كان للحرب التي قام بها الروس في عام 965 مع الخزر أثر كبير في انهدام إمبراطورية الخزر، حيث أن الروس كانوا أول سبب لسقوط الإمبراطورية، ثم تأتي القبائل التركية من بعدهم. وسواء كانت هجمات القبائل مثل الأوز والبيتشنغ و الكومان والقفجاق،أو القبائل التركية التي كانت تنفصل فرادى منذ عام 970 عن حكم الخزر، فقد أدى كل ذلك إلى فقد الخزر لجزء كبير من قوتهم. ومنذ عام 965 انسحب قسم كبير من الخزر من القرم، وانسحب قسم أخر إلى المنطقة التي بين القوقاز ونهر الخزر ليستمر وجود الخزر، إلا أنه مع الوقت كانت تقطع الروابط بين الخزر والمناطق التي تخرج عن سيطرتهم من قبل القبائل التركية المختلفة. وتذكر المصادر الشرقية أن قبائل القبجاق، والذين تذكرهم المصادر البيزنطية بالكومان انفصلوا من سهل سيبيريا الغربية، وتقدموا نحو القبائل التي استقرت عند نهر الفولغا، وقطعوا العلاقات التي كانت بين الخزر من جهة وخوارزم وتركستان من جهة أخرى، وبذلك تنتهي علاقات الخزر التجارية في تلك الأماكن. ويذكر أرتامونوف أن قبائل الكومان كانت قد لعبت دورا كبيرا في سقوط إمبراطورية الخزر. وقد استمر الخزر فترة في القرم بعد الأزمة العسكرية والأقتصادية التي أوقعها بهم الكومان، وفي القرن الحادي عشر ذاب جزء من الخزر مع الكومانيين وجزء أخر مع الروس، وانتهوا. وفي عام 1299 استولى المغول على دولة القبجاق.

## انهيار الإمبراطورية

إمبراطورية الخزر في عام 1015

كان التنافس بين الخزر والبيزنطيين بسبب الرغبة في إنشاء حكم خاص لكل دولة منها في القرم، فكلا الدولتين كانتا ترغبان بحكم القرم، وكانت مدينة تاوريس خيرسون أهم نقطة دعم للبيزنطيين ومستعمرة لهم. وقام سفياتوسلاف الأول بالتقدم ناحية الجنوب، وهاجم الخزر البيتشنغ والأوز، ثم استولى على مضيق كيرتش وسواحل نهر الكوبان في شمال القوقاز. واستمر وجود الخزر كدولة صغيرة بعد تلك الحرب بينما اقتصر وجودها بين القرم وآزوف. ووفقا للمصادر البيزنطية فإن البيزنطيين قد تفاهموا مع الروس والقبائل التركية الأخرى وكانوا سببا في انهدام دولة الخزر. وقد قام البيزنطين بالاتحاد مع الروس لمهاجمة الخزر في الفترة بين 1016-1019، وقد استولوا على تومتاراكان. وقد قبل حاكم الخزر جورج طزول بالمسيحية ليحصل على الدعم من البيزنطين لمواجهة الروس، إلا أن حاكم البيزنطين باسيل الثاني لم يساعد ملك الخزر، وقد أرسل ملك البيزنطين أسطوله البحري لمساعدة الجيش الروسي وحاكمه سفياتوبولك فلاديميروفيتش الأول. وقد وقع جورج طزول أخر حاكم للخزر أسيرا في تلك المعركة، وعندما قبل بالمسيحية تحول اسمه إلى أربون. وبعد ذلك قام مستلاف (حاكم روسي) بتحويل تومتاراكان إلى حكمه، وفي عام 1022 قام بمهاجمة أخوه ياروسلاف الحكيم الذي في كييف بمساعدة الخزريين. ومن بعد عام 1016 بدأت تنشئ إمارات صغيرة في إمبراطورية الخزر التي بدأ نجمها في الخفوت، حتى أسقطها البجناك بالضربة القاضية في 1030. وتذكر المصادر الروسية أن الخزر أصبحوا تابعين للروسيا الكييفية في حوالي عام 1095. وقام يتشجيع ملك الروس مستيلاف لمهاجمة الخزر، وقد أرسل ملك البيزنطين أسطوله البحري لمساعدة الجيش الروسي. وقد انهارت إمبراطورية الخزر بسبب تأثير الإمبراطورية البيزنطية في القرن الحادي عشر. ويعتقد شعبان كوزجون أن انهدام إمبراطورية الخزر يرجع إلى أسباب داخلية وخارجية، أما الأسباب الخارجية فأهمها أن المنطقة التي كانت تحت سيطرة إمبراطورية الخزر مهمة للغاية من الناحية الجغرافية. أما الأسباب الداخلية الرئيسية فهي :
- توسع الإمبراطورية الخزرية بشكل كبير، وعدم اتحاد الدين[ ؟ ] والعبادة واللغة والمصالح والمصير بين فئات الشعب وطوائفة.
- زيادة المتعة والراحة في الإمبراطورية.
- المفاسد التي أحدثها النظام العسكري على إدارة الحكم.[86]

أما بيتر جولدن فيعتقد بأن الإمبراطورية كان ينتظرها انهيار غير متوقع لا مفر منه من منتصف القرن العاشر. ويرى بإن سبب انهيار الإمبراطورية ليس تحولهم إلى اليهودية، بل يتعلق بالقوى غير المركزية التي تكونت وأضعفت بنية الدولة، وكذلك التوازن الاقتصادي المتغاير على سواحل اتيل. وبعدما سقطت إمبراطورية الخزر لم ينتهي الخزريين على الفور بل تفرقوا بين الدول، وعمل قسم منهم على الحماية عند حدود المجر. اكتشف تيموثي ميلر في حوالي القرن الحادي عشر أن يهود الخزر هم أعضاء جماعة برا اليهودية الموجودة في الإمبراطورية البيزنطية. ووفقاً لدونلوب، ولم يكن الخزريين بنفس تفوقهم البري في البحر، بل كانت القوة البحرية منعدمة مقارنة بالقوة التي يمتلكها الروس، وقد أدى ذلك إلى تفوق الروس عليهم بحرًا.

## إدارة الدولة
كانت مؤسسات الدولة في إمبراطورية الخزر على نفس منوال مؤسسات إمبراطورية غوك تورك، مع وجود بعض التغيرات التي ظهرت في بعض المؤسسات، والإدارات. ووفقا لأثر حدود العالم، فإن الإمبراطور الذي على رأس الإمبراطورية لابد أن يأتي من أسرة معروفة، لإنه في عادات الترك يعتقد بأنه مصدر الاهي من قبل الله لهم، ولهذا يجب أن يكون الحاكم اسمه (كغان) أو (هاكان) معلوم النسب. وكان حكم الإمبراطورية يورث من الاب لابنه، وكانوا يعتقدون بأن الحكام (رؤساء الإمبراطورية) يأتون من نسل أنثى ذئب تسمى بأسينا. وكانت توجد عادة قتل الحكام الذين من الممكن أن يشكلوا تهديدا على الحكم من قبل الحاكم عند الأتراك الغربين وكذلك الخزريين. ووفقا للمؤرخ العربي الإصطرخي فإنه كان فور تولي أي حاكم للسلطة يُعلى عن عمره المحدد الذي سيعيشه، وما أن تنتهي هذه الفترة المحدده يُقتل الحاكم. ويرى أحمد بن فضلان أن الخزر يعتقدون أنه إذا مر أربعين سنة على الأقل للحاكم في الحكم، لن يفكر هو ورجال دولته في الشعب بسبب الكبر في السن، وسيكون قد فقد قدرته على الحكم، ولإنهاء ذلك يُقتل الحاكم في النهاية. وكان الخزريون يعتقدون كغيرهم من الأقوام التركية أن الحاكم له قوة وموقع مقدس، ويكون رأس الدولة هو المسئول عن الجفاف والقحط والهزيمة في الحروب وغيرها من المصائب التي تحدث، وفي هذا الوضع تكون تلك الأمور سببا في قتله. وكان يُطلق على مساعد الملك كوندُر وعلى مساعد المساعد تشفيشجر. ولا يستطيع أحد غير هؤلاء الأشخاص الثلاثة الدخول إلى جانب الحاكم. وإذا هُزم الجيش الذي أرسله الملك لمحاربة أعدائه، يُقتل العائدون الذين فروا من المعركة، ويُعاقب القائد ومساعد الملك. وكانت الأقوام الأخرى المرتبطة بالخزر تُدار من قبل الأشخاص المرسلون من الإمبراطورية، ويطلق عليهم ال تبر أو تودن. وكان يُطلق على زوجة الإمبراطور هاتون مثل الأقوام التركية الأخرى. ومن بعد موت الملك يُعد له قبر كتذكار بعناية، ويُدفن فيه. وكلما تقدم الزمان كان موقع الإمبراطور يحل عليه الضعف. ويرى بريتساك، أنه في مصادر المؤرخ اليعقوبي في القرن التاسع أنه في عام 799 كان الإمبراطور على رأس الدولة وكذلك على رأس قيادة الجيش. إلا أنه في عام 833 كُتب أنه قد حدث تغير في موازين القوى، وحدث مشاركة في الحكم والإدارة من قبل بك. وأصبحت الإمبراطورية للتفاخر، وقل موقع الحاكم، وأصبح الشخص المهتم بشؤون الدولة في القرن العاشر يطلق عليه بك. كلمة بك في ذلك الوقت تساوي الوالى العام. وبقدر ما وضحه ابن فضلان فإن صاحب تلك الكلمة (بك) يمكنه أن يعاقب، ويعفو، ويسير أمور الدولة. وفي تلك الفترة كان التسلسل الهرمى للألقاب في الدولة الكاغان وهو الإمبراطور ثم يليه البك. وكانت أهم مسؤليات البك هي قيادة الجيش. ويأتي في المرتبة الثالثة لتسلسل الألقاب في الدولة كندر وفي المرتبة الرابعة مساعد الكندر أو وكيل الكندر ويطلق عليه جفيشجار أو تشفيشجر. أما لقب صاحب التسلسل الخامس في هرم الدولة كان يُطلق عليه تاركان. وكانت مهمته اختيار قواد للجيش أو قيادة الجيوش الفرعية. وفي نفس الوقت في القرن الثامن كان يُطلق على وإلى مدينة اتيل نفس اللقب (تاركان).
ووفقا للإصطرخي فإن جيش الخزر يتكون من 12 ألف شخص. ولا يحصل أفراد الجيش على راتب مقابل خدمتهم في الجيش، إنما يحصلون على بعض الغنائم على فترات مختلفة. وكان الخزريون يدافعون عن مدنهم تطوعا ولم يكن يوجد عندهم جنود يحصلون على راتب مقابل الدفاع عن المدن. إلا أنه من منتصف القرن التاسع ومع تطور التجارة بدأ عدد المنشغلين بالعسكرية من الخزرين يقلون، وفي المقابل بدأ عدد الجنود الذين يحصلون على رواتب في ازدياد. وعلى الجانب الأخر قام المسلمون القادمون من خوارزم ومن أصل إيراني بحماية خاصة لإمبراطورية الخزر. كما عمل أيضا في الجيش الخزري بخلاف المسلمين جنود من الروس السلافيين. ولم يُرى أية قوى بحرية لإمبراطورية الخزر نهائيا.
كان يُلقب الوالى العام الذي يحصل على وظيفة في خزاريا بلقب تودن، وكان يتم اختياره من قبل حاكم الخزر، وكانت مهمته جمع الضرائب، ومسئول عن الجمرك. وكان يوجد أيضا وظيفة تسمى الصياد وكانت تُطلق على من يعمل في حماية السواحل. إلا أنه في بعض المدن كان يطلق تودن وصياد على من يعملون في نفس المهنة، وكان يتم اختيارهم من قبل ولاة تلك الأقاليم. (باباجوهق) لقب كان يُطلق على بابا المدينة. وقد تولى أحد الباباوات في تاوريس خيرسون من عام 705-إلى 840. كما وجد باباجوهق أخر لإدارة تومتاراكان في عام 703. كما تأثر الخزر أيضا بأشكال نظام الحكم في روسيا الكييفية. وفي ملحمة إيجور التي تروي هزيمة الروس في المعركة التي خاضتها ضد الكومان بصورة ملحمية؛ لقب إيجور أمير نوجرودسفرسك هو «كاغان». ويذكر أيضاً المؤلَّف المسمى حدود العالم إيجور على أنه «كاغان الروس».
كان الخزر قد أسسوا نظام قضائي مبنى على العدل، ويشمل جميع المعتقدات والأديان، ليعيش الجميع في تسامح وسلام مجتمعي. وكانت المحكمة تتكون من سبعة قضاه رئيسيين وأربع ممثلين للأديان المختلفة في العاصمة. وكانت المحكمة التي في اتيل تشمل الدعوات التجارية وتحكم فيها.

## الاقتصاد
كانت التجارة أهم مصدر للدخل في إمبراطورية الخزر، بالإضافة إلى وجود بضائع أخرى للتصدير. وأكثر البضائع التي كان يتم تصديرها عسل النحل والصمغ والشمع والقمح والقطيفة والفراء. بالإضافة إلى أن القوافل والسفن التجارية كانت تدفع ضريبة بنسبة 10% لإمبراطورية الخزر. وأيضا كانت السفن التي تعبر في بحر الخزر تدفع ضرائب وجمرك. وقد أعطى الخزريين الإذن للتجار المسلمين والروس للمرور في بلاد الخزر بحرية. هؤلاء التجار أصبحوا بعد فترة من المشتريين الدائمين لاتيل في القرن العاشر، ثم استقروا فيها. وبالإضافة إلى اتيل، كانت مدينة صاك شن مركز تجاري مهم للخزر من القرن الثامن إلى القرن الحادي عشر، حيث كانت تنعم بالأمن والحماية، وكان يُطلق عليها من قبل الأوروبين الشرقيين صاك شن السلام. وعندما نجح الخزرين في بسط السلام والأمن في تلك المدينة أدى ذلك لتطورها، وبفضل السياسة المعتدلة للخزر، وصلت مساحتها من نهر الخزر حتى نهر دينيبر، وقد نجحت الإمبراطورية في الاستمرار أربعة عصور بفضل ذلك.
وقد زادت العلاقات التجارية بين الخزر وغيرهم من الأقوام التركية بعدما سيطروا على صاركل، وكذلك كان للخزريين تواجد في مجال الزراعة وتربية الحيوان. وعلى الرغم من تطور الخزر في الزراعة والتجارة إلا أن تربية الحيوانات كانت مهمة جدا بالنسبة للخزر، وقد سهلت المراعي والمستنقعات التي على سواحل الأنهار تربية الحيوانات. ولم يكن الخزر ينتجون ملابسهم واحتياجاتهم من الأقماش، إنما كانوا يستوردونها من العرب والبيزنطيين. وكذلك السيوف كانوا يحصلون عليها من الروس.
كانت الزراعة شائعة عند الخزر في عدة أماكن، وبالأخص في مناطق الشمال حيث توجد الغابات، أما في الجنوب فكانت تربية الحيوانات هناك حيث توجد السهوب. وكان الخزر يزرعون في السهوب دخن والقمح والشعير والشيلم والقنب الهندي والبازلاء في بساتين في سهوب تلك المنطقة. وقد وُجد بقايا عنب وبطيخ وخيار وكرز في الحفريات التي تمت في أماكن استقرار الخزر. وقد كانوا يقومون بصيد الأسماك بجانب تربية الحيوانات. وقد كانت تربية الحيوانات شائعة في تلك الفترة. ومن بين الحيوانات التي كان يتم تربيتها الغنم والماعز والحصان والحمار والخنزير وغيرها من الحيوانات المختلفة، وبجانب الحيوانات التي كانت تستخدم في الزراعة كان يوجد عدد كبير الجمال. وكان الخزريين أيضا يقومون بتربية النحل. وقد كانوا يقومون أيضا بتربية الحيوانات البرية مثل قندس وأيل والأرنب.
وكانت إمبراطورية الخزر المتطورة في التجارة تتحكم في عدة طرق تجارية بين اسيا[ ؟ ] وأوربا. وقد كانت توجد روابط تجارية أيضا في أوراسيا، وكذلك مع خوارزم، وقد كانوا يقومون بعمل الوسائد من اللباد، وقد وصلت علاقات الخزر التجارية حتى السويد، وقد أسس الرذنيون (لقب يطلق على التجار اليهود المتجولون في العصور الوسطى) روابط اجتماعية وتجارية وثقافية بين الخزر، وأسيا الوسطى وروسيا.

## الفن والثقافة

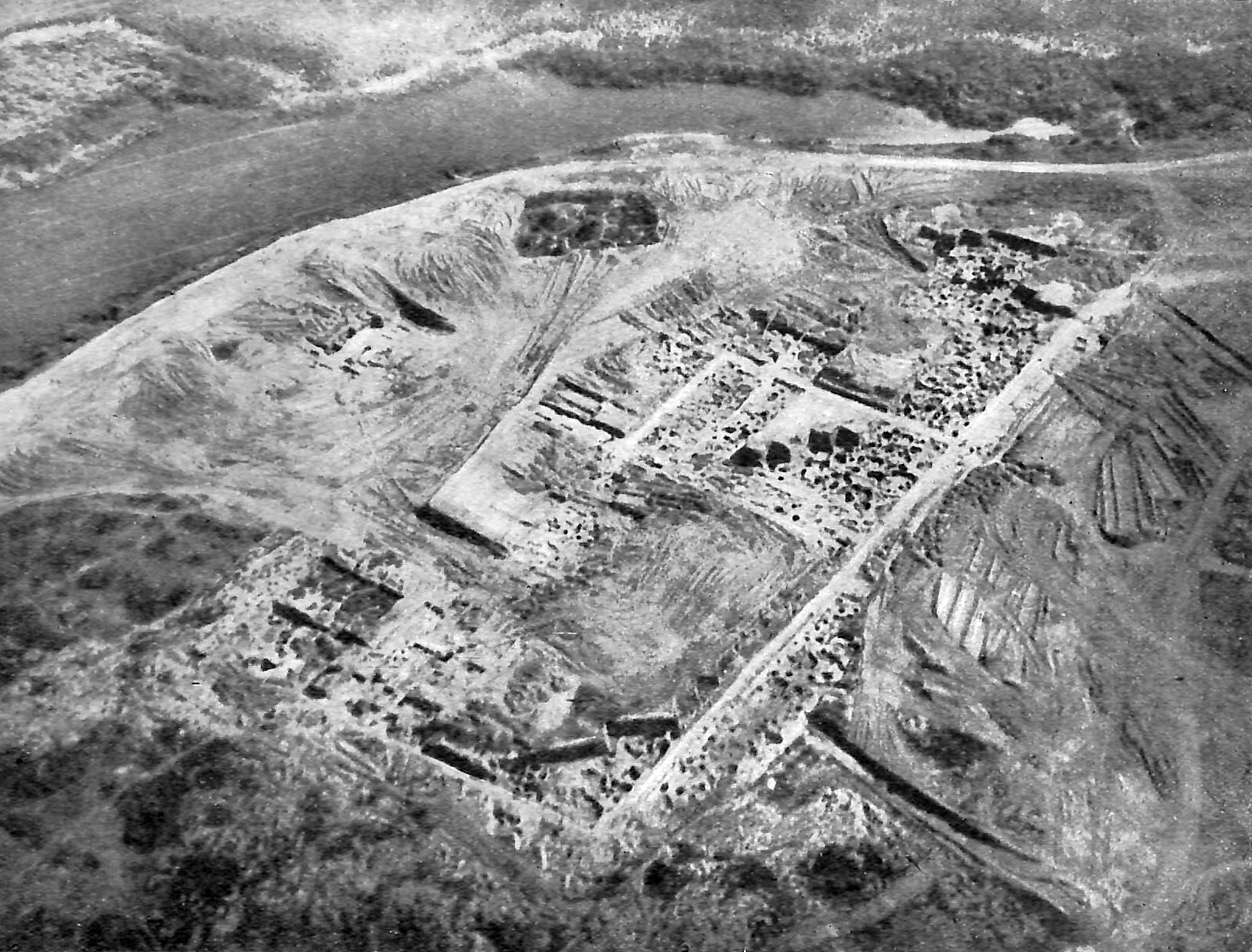
قلعة (حصن) صاركل في لقطة مأخوذة من الجو، وقد نفذت عملية التنقيب من قبل ميخائيل أراتمنوف في الثلاثينيات.

تعتبر عاصمة الخزر اتيل، وقلعة صاركل، ومدينة مياتساكو من أهم الأثار التاريخية عند الخزر. بالإضافة إلى أنه تم الحصول على أثار مهمة تعود للخزر في مناطق القوقاز ونهر دنيبر ونهر الدون. ولإنه لا يوجد في يومنا هذا أي كتابات كتبها الخزر عن لغتهم أو ثقافتهم، فلا توجد معلومات كافيه عن اهتمام الخزر بالفن والثقافة. لم يستطع الخزريين كأتراك يأتى أصلهم من وسط آسيا أن يمسحوا شخصيتهم القديمة، فلم يتركوا الكثير من عاداتهم ومنها التنقل والترحال، وبخاصة عادة الإقامة في مناطق مختلفة في شهور الشتاء والصيف حتى بعد تحولهم لإمبراطورية. فكانوا يعيشون الشتاء في المدن عامة، أما عندما يأتى الربيع فكانوا يخرجون من المدن إلى الهضاب والسهوب حتى يأتى فصل الشتاء. ووفقا للأبحاث التي قام بها علماء الأثار الروس على الإكتشافات التي حصلوا عليها وتعود لدولة الخزر، فإن الخزر تقدموا في الحضارة والمدينة عن دولة الهون. أما منازل الخزر فكانت جيرية مثل منازل الأتراك في ذلك الوقت، وكانت تُسمى وقتها أيضا بهرجاح (hargâh) وتعنى الخيمة الكبيرة، وكانت تصنع من الأشجار ويتم تسقيفها وتغطيها باللباد. بالإضافة إلى استخدام الطوب اللبن في مباني الإمبراطور والحاشية وبعض أفراد الشعب. ووفقا للحفريات التي تمت، فإن الخزر قد انتشروا في كل مكان في دولتهم، وذلك يرجع إلى عادة الترحال والتنقل، وقد رٌصدت منازل من الطوب اللبن، وخيام في المناطق التي أطلق عليها الأتراك لفظ وطن. ثم ظهرت بعد ذلك البيوت المربعة في الإكتشافات التي تمت.
وقد وجدت في ممرات حصن صاركل المجوهرات التي قام الخزر بصنعها، وكذلك أطباق الزينة، وأشياء مختلفة تستخدم في الزينة مثل المرايا، وقد أظهرت تلك الأثار التي وجدت شغف الخزر بصياغة الذهب والفضة، وكذلك أيضا اللباس والزينة. وكذلك قد أثرت الثقافة الخزرية على المناطق القريبة من الإمبراطورية، وقد ظهر ذلك على لقب الحاكم فلاديمير الأول الذي اعتنق المسيحية وحصل على لقب قاغان (حاكم).
أما عن الملابس فبينما كان الروس يلبسون معاطف قصيرة، فقد كان الخزريون والبلغاريون والبيتشنغ يلبسون معاطف طويلة وهذه الثياب كانت تُشبه ملابس يهود الأشكناز في القرن التاسع العاشر. وكان النساء والرجال الخزريين يضفرون شعر رؤوسهم. ووفقا للمصادر الصينية التي تعود إلى القرن السابع فإن الحاكم فقط هو الذي كان يستطيع أن يترك شعره حرا مع ربطه عُقده واحده فقط. وبخلاف الإمبراطور كان جميع النبلاء والمحاربين المتبقيين مجبرين على تضفير شعرهم.

## اللغة والكتابة

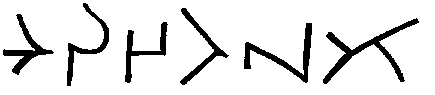
كلمة مكتوبة بالأبجدية الخزرية وهي الكلمة الوحيدة التي وصلت إلينا حتى يومنا هذا من لغة الخزر وتعنى قرأت

يعتبر النموذج الأكثر وضوحًا في أيدينا حول اللغات التركية القديمة ومعها اللغة الخزرية في الفترة بين القرن السادس والقرن العاشر النموذج الذي عُرف للعالم في عام 1912 وتعرف باسم وثيقة كامبريدج أو باسمها السابق (رسائل سشلشتر)، وقد وجد على حافة هذه الرسالة المكتوبة بالأبجدية التركية القديمة جملة باللغة الخزرية في كلمة واحدة. ومعنى هذه الكلمة أنا قرأته.
لم يصل إلينا حتى يومنا هذا أي أثرٍ مكتوب بلغة الخزر، ولهذا السبب لا يوجد أي معلومات موثوقة حول لغة الخزر. ولو يبقى من الخزر حتى يومنا هذا غير وثيقتين مكتوبتين باللغة العبرية. إحدى هاتين الوثيقتين مكتوبة من قبل الكغان (الحاكم) يوسف في عام 960 إلى وزير الدولة الأموية في الأندلس عبد الرحمن الثالث وكان وزيره يهوديًا. كما وجد جزء مكتوب في نفس عهد هذا الكغان (الحاكم) من قبل يهودي مجهول الاسم في مصر. وقد أفاد بعض الباحثين أمثال فاسيلي بارتولد وفلاديمير مينورسكي أن لغة الخزر تشبه لغة ولغا بلغاريا والتي هي لغة تشوفاش الآن. وتشبه أيضًا اللغة البلغارية، وعليه فإن لغة الخزر ليست فرعًا من اللغات التركية، بل تقترب إلى لغة تشوفاش. كما أعلن بعض الباحثين أن الخزر استخدموا لغات عديدة في دولتهم غير لغتهم الرسمية.
اعتبر العلماء العرب في العصور الوسطى أن اللغة التي تحدث بها الخزر قريبة من لغة أتراك الأوغوز.

## الدين
وجدت داخل إمبراطورية الخزر حرية اختيار الدين[ ؟ ] والعيش بكل حرية. وكانت الوثنية هي العبادة الأصلية للخزرين، واستمرت فترة طويلة. وقد كان الأتراك يظهرون الاحترام لعُباد الطبيعة. وقد انتشرت المسيحية أيضًا في الإمبراطورية في عُهودها الأولى. أما الإسلام فقد انتشر بين الخزر عندما استولى المسلمون على خوارزم، وعن طريق التجار. أما اليهود الذين في داغستان فقد عملوا على نشر اليهودية بين الخزريين. وقد انتهى الإسلام في إمبراطورية الخزر بحلول بدايات القرن الثامن مع توسع المسلمين أذربيجان وجنوب القوقاز. وكذلك بعد سقوط إمبراطورية الخزر أصبح المواطنون المسيحيون تابعين للكنيسة الروسية. ويرى أرتامنوف أنه رغم جهود التنصير(التبشير) التي كانت تُبذل إلا أن الإمبراطورية الخزرية ظلت على اليهودية.
وإذا كانت اليهودية هي الديانة التي غلبت على الإمبراطورية الخزرية إلا أنه ليس من المعروف إلى أي مذهبٍ كانوا تابعين. ولم يتم التوصل إلى رأي قاطع في تلك المسألة. ويعتقد المسعودي أن إمبراطور الخزر قد اعتنق اليهودية في عهد خليفة المسلمين هارون الرشيد 786-809. إلا أنه وفقا لأثر يسمى بحياة القسطنطينة كان تاريخ اعتناق حاكم الخزر لليهودية عام 861. ولم تُعرف طريقة وكيفية اعتناق الخزريين لليهودية، إلا أنه قد ذُكر أن اليهودية قد انتشرت بين المجتمعات التي في شرق أوروبا قبل ذلك. ومع قيام الساسانيين والدولة البيزنطية بمطاردة اليهود، اتجهوا إلى داغستان وعمل اليهود الذين استقروا فيها على نشر اليهودية بعد مُضي فترة على استقرارهم. بالإضافة إلى قيام بعض اليهود بالهجرة إلى بعض مناطق بلاد الرافدين وخورازم التي هي اليوم أوزبكستان. ويرى المسعودي أنه على الرغم من ارتفاع عدد المسلمين والمسيحيين في مقابل اليهود في العاصمة اتيل، إلا أنه قد خُصص لليهود قاضيان من بين القضاة السبعة الذين كانوا ينظرون في القضايا في المدينة. أما القُضاة الباقون فقد كان منهم اثنان للمسلمين وكذلك للمسيحيين وقاضٍ واحد للوثنيين. ولم يظهر حاكما الخزر بولان صبريل وأوبادياه أي رد فعل تجاه ارتفاع سرعة تحول الناس إلى اليهودية في عهدهما، ولم يقوما بالتدخل في معتقدات الشعب. أما في القرن العاشر فقد أصبحت اليهودية دين الحاكم، وكذلك ديانة غالبية الشعب. وإذا كان حاكم الخزر قد قبل الإسلام بعد هزيمته من المسلمين بقيادة مروان بن محمد إلا أنه قد ارتد بعد فترة قصيرة من إعلان إسلامه، لإنه في ذلك الوقت لم يكن بيده غير ذلك (إعلان الإسلام). وبعد انسحاب الجيش الإسلامى من تلك المنطقة عمل الفقيهان اللذان بقيا هناك على نشر الإسلام. وعندما بدأت الحروب الإسلامية في خوارزم وانتشرت الأمراض انتقل قسم من سُكان تلك المنطقة إلى الخزر، وبعد ذلك انضموا إلى الجيش بعدما تُركت لهم حرية العبادة وإقامة الصلاة وبناء المساجد، واشتراط عدم اشتراكهم في أي حروب ضد المسلمين. ويرى أرتامنوف أن سبب عدم إعلان إمبراطور الخزر أن دين دولته الرسمى هو اليهودية هو خلق مظهر من مظاهر قوة التوازن في مواجهة البيزنطيين والمسلمين، وليس إنشاء دولة على أساس حرية الأديان والمعتقدات. وعلى الجانب يعتقد أوملجان بيرتصك أن سبب تحول الخزريين إلى اليهودية فقط هو تأثير الرذنيون اليهود المتجولون وكذلك التجار اليهود الإيرانيين.
في الأبحاث الجينية التي تم إجراؤها على كروموسومات واي الخاصة بيهود الأشكيناز عام 1999، ظهر أن بنية الأحماض النووية للغالبية العظمى هي لليهود المتأصلين من بني إسرائيل و قلة قليلة منهم كان لهم آثار طفيفة لبنية الخزر .

## حكام الخزر
لم تُذكر تواريخ قاطعة في عديد من الأماكن لقلة المصادر الباقية إلى يومنا هذا عن الخزر.
| الفترة      | اسم الحاكم               | فترة الحكم    | ملاحظات |
| ----------- | ------------------------ | ------------- | --- |
| 620 - 690   | تونغ يابغو               | 620 - 630     | حاكم خانية غوك تورك الجنوبية |
| 620 - 690   | بوري شاد                 | 630 - ~650    | |
| 620 - 690   | اربش                     | ~650 - ~690   | |
| 690 - 715   | بوصير (ايبوزير جالي فان) | ~690 - 715    | |
| 720 - 732   | باريك                    | 720 - 731     | |
| 720 - 732   | بِهار                     | ~732          | |
| '730 - '840 | برسبيت                   | من نهايات 730 | وصي الحاكم |
| '730 - '840 | إدارة الخلافة            | 737 - 740     | |
| '730 - '840 | بغاطور                   | ? - 760'      | |
| '730 - '840 | الملك طوفان              | 825 - 830'    | |
| '730 - '840 | تاركاهان                 | 840'          | قد ذكرت المصادر العربية اسم تاركاهان كحاكم للخزر،ويُختلف في إذا ما كان اسم إنسان عادي أو رتبة قائد في الجيش، ولم يوجد دليل قطعى يحسم الخلاف حول ذلك |
| 840 - ~861  | زكريا                    | ~861          | |

### سلالة بولان
- 740' بولان صبريل
- ~786 - 800' أوبادياه
- هزكيا
- مناشا الأول
- هنوقا
- اسحاق
- صابولون
- مناشا الثاني
- نيشي
- ~900 هارون الأول
- مناحم
- ~920 بنيامين
- 920'- 940'هارون الثاني
- 940'- 960'يوسف

### حكام الخزر المتأخرين
- ~986 - 988 ديفيد (في طمان)
- ? - 1016 جورج طزول (في كيرتش)